# Pierre-Julien Pascal
Pour les articles homonymes, voir Pascal.
Pierre-Julien Pascal, né le 11 mai 1812 à Saint-Chamond et mort le 31 octobre 1869  à Écully, est un architecte français.

## Réalisations
Il réalise les travaux d'architecture suivants. :
- château de Montbressieu ;
- château de Figon ;
- églises de Saint-Joseph et Saint-Martin-la-Plaine ;
- maisons à Lyon.
- maison de maître d'une vingtaine de pièces sur trois niveaux, pour son oncle Paul Desgrand dans le domaine de celui-ci à Montcellard à Tassin-la-Demi-Lune[2].

## Distinction
Il est membre de la société académique d'architecture de Lyon en 1852.